# Butomus junceus
Butomus junceus är en blomvassväxtart som beskrevs av Porphir Kiril Nicolai Stepanowitsch Turczaninow. Butomus junceus ingår i släktet blomvassläktet, och familjen blomvassväxter. Inga underarter finns listade.
Populationen listas ibland som variant av blomvass. Det ursprungliga utbredningsområde är östra Sibirien och Mongoliet. Arten introducerade i östra Nordamerika.